# 平洋丸
平洋丸（へいようまる）は、かつて日本郵船が南米西海岸（太平洋岸）航路で運航していた貨客船である。
記録に残っている中では、太平洋戦争（大東亜戦争）で最も多くの魚雷を受けて撃沈された日本の商船である。

## 建造の経緯
南米西海岸航路は往路に中南米諸国への移民を輸送し、復路にチリの硝石や銅、コロンビアのコーヒー豆を輸送するための航路として開かれ、大正時代にはこの航路を第二東洋汽船株式会社が独占していた。しかし、1926年（大正15年）3月に第二東洋汽船が日本郵船と合併すると、この航路の権利は日本郵船に譲渡され、第二東洋汽船によって運航されていた「樂洋丸（楽洋丸）」、「銀洋丸」、「墨洋丸」、「安洋丸」の4隻も日本郵船に譲渡された。しかし、1913年（大正2年）製の「安洋丸」は老朽化していたため、代替として1隻のみ船が新造されることになった。こうして建造されたのが「平洋丸」である。「平洋丸」は「樂洋丸」の改良型で、9,000総トン級、速力14ノットの大型貨客船として計画された。
「平洋丸」を建造したのは大阪鐵工所桜島工場である。大阪鐵工所が日本郵船向けの船を建造するのは明治時代以来で、入札の際に大阪鐵工所が強く要望したことと、政府の後押しもあって大阪鐵工所に発注された。主機には三菱ズルツァーディーゼル機関を採用している。なお、「平洋丸」は当初「福洋丸」と命名されたが、完成前の7月に名を平洋丸に改めている。

## 進水式
1929年（昭和4年）10月5日、大阪鐵工所桜島工場で「平洋丸」の進水式が執り行われた。「平洋丸」の進水式は工場から安治川に向かって行われたのだが、「平洋丸」の長さ140ｍに対して川幅は247ｍであった。さらに、「平洋丸」は河川に進水する船の大きさとしては当時の国内新記録であったため、式には日本郵船の社長や大阪市長をはじめ1万人近い観覧客が招かれた。幸いにして式は無事挙行され、翌日の新聞には進水式の様子を写した航空写真が掲載された。

## 就航後
1930年（昭和5年）4月19日、「平洋丸」は大阪から神戸を経由して香港まで回航された。香港では米を積んだ後5月2日に出港し、門司、横浜、ホノルルなどを経て、6月3日にロサンゼルスに到着し、7月9日にはチリのバルパライソ港に到着した。日本郵船は乗客の殆どを占める三等旅客へのサービス向上を目指し、「平洋丸」には立派なダイニングルームが作られ、居住区には4～12人用の客室が設けられた。これは、同時期のブラジル航路の三等船客居住区が貨物倉に置かれた組み立て式の2段寝台であったのに比べると、かなりのサービス向上であった。
その後も「平洋丸」は香港や日本とチリの間を往復し続けた。1939年（昭和14年）8月に最後のペルー移民を輸送した。1940年（昭和15年）には、ペルーで発生したリマ排日暴動事件で壊滅的な被害を受け、日本に帰国を希望した54家族216名をカヤオから横浜へ移送した 。1941年（昭和16年）6月22日の神戸発を最後に南米西岸航路が休航となった後は日本の港に繋船されたままとなっていた。

## 航路
香港～門司～神戸～四日市～横浜～ホノルル～サンフランシスコ～ロサンゼルス～マンサニージョ（メキシコ）～サリナクルス（メキシコ）～グアテマラ～コスタリカ～バルボア（パナマ）～コロンビア～エクアドル～カヤオ（ペルー）～イキケ（チリ）～バルパライソ（チリ）
片道68日。

## 徴用船として
1941年（昭和16年）10月15日、「平洋丸」は海軍に徴用され、横須賀鎮守府所管の海軍一般徴用船(雑用船)となる。「平洋丸」が開戦を前に徴用されたのは、貨物の積載能力が大型貨物船並みであるということと、船艙のスペースに余裕があったため居住スペースの拡大が可能であったためである。
「平洋丸」の最初の任務は舞鶴第二特別陸戦隊の輸送であった。「平洋丸」は11月21日に舞鶴を出港し、11月26日にサイパン、12月3日にマーシャル諸島のルオットに部隊を揚陸し、その任務を完了した。日米開戦は日本に戻る途中であり、開戦後の「平洋丸」は横須賀を拠点にサイパン、トラック、クェゼリン、ウォッゼなどの内南洋を中心に輸送任務を行い、時にはウェーク島、カビエン、ラバウル、バナバ島などの外南洋への輸送任務も行った。

## 沈没
1943年（昭和18年）1月11日、平洋丸」は乗組員114名、トラック諸島の基地建設要員（軍属）1753名、東京市の南方慰問団11名の計1878名と食糧や武器弾薬4,000トンを乗せて、トラック島に向かって横須賀を出港した。この時の航海は護衛艦なしの単独航海であったため、「平洋丸」は平均15ノットの高速で航海し、見張員を増員して潜水艦の監視にあたらせた。そのため航海は順調で、1月16日にサイパン沖を通過し、1月17日にはトラックの北約400kmの地点にさしかかった。
1月17日午後2時5分、厨房では入港祝いの赤飯が作られている最中、左舷船首附近に米潜水艦「ホエール」が放った魚雷が命中した。1本目の魚雷命中からすぐ2本目と3本目の魚雷が機関室に命中し、機関室から火災が発生しただけでなく、「平洋丸」のエンジンは完全に停止した。これを聞いた船長は総員退船命令を出し、乗組員に救命艇の降下を命じた。乗組員はすぐに救命艇の降下作業を始めるが、その途中立て続けに3本の魚雷が左舷の船体中央部から船尾にかけて命中した。この時の3本の魚雷は主に居住区に命中したために、爆発の衝撃で多くの人が命を落としただけでなく、左舷側の救命艇が全て使用不能となってしまった。このため残った救命艇は右舷側の8隻のみとなったが、乗組員は降下作業を続ける傍ら、甲板に積上げてあった予備の救命筏や木材などを海に投げ落とした。その後午後7時に「平洋丸」は左舷側に傾きつつ船首を上にして沈没するが、乗組員の懸命の努力により、8隻の救命艇の降下作業は沈没前に完了した。
「平洋丸」からの脱出に成功した生存者たちは、海中にいる人と救命艇や筏に乗っている人とで助け合い、交代で救命艇や筏に乗って体力の消耗を防いだり、乾パンや飲み水を分け合った。しかし、最初は固まって行動していた生存者たちも潮流のために散り散りとなり、浮遊物につかまっていた人たちは海中に引きずり込まれた。
遭難から4日目の1月20日朝、「平洋丸」からの救難信号を受けて周辺海域を捜索していた海軍の飛行機のうちの１機が救命艇を発見し、翌1月21日には貨物船「朝山丸」、「安宅丸」と海軍の掃海艇が現場に到着して救助を開始した。この救助作業により、乗組員70名と便乗者951名の計1021名が救助された。
なお、1月21日早朝に「平洋丸」のものと思われる救命艇がヤップ島に漂着した。艇内は無人であったが、衣服や靴、救命浮標や航海燈などの航海用具などはそのまま残っていた。このことは1943年（昭和18年）2月23日付の高松宮日記にも記されている。